# St. Peter und Paul (Ziemetshausen)

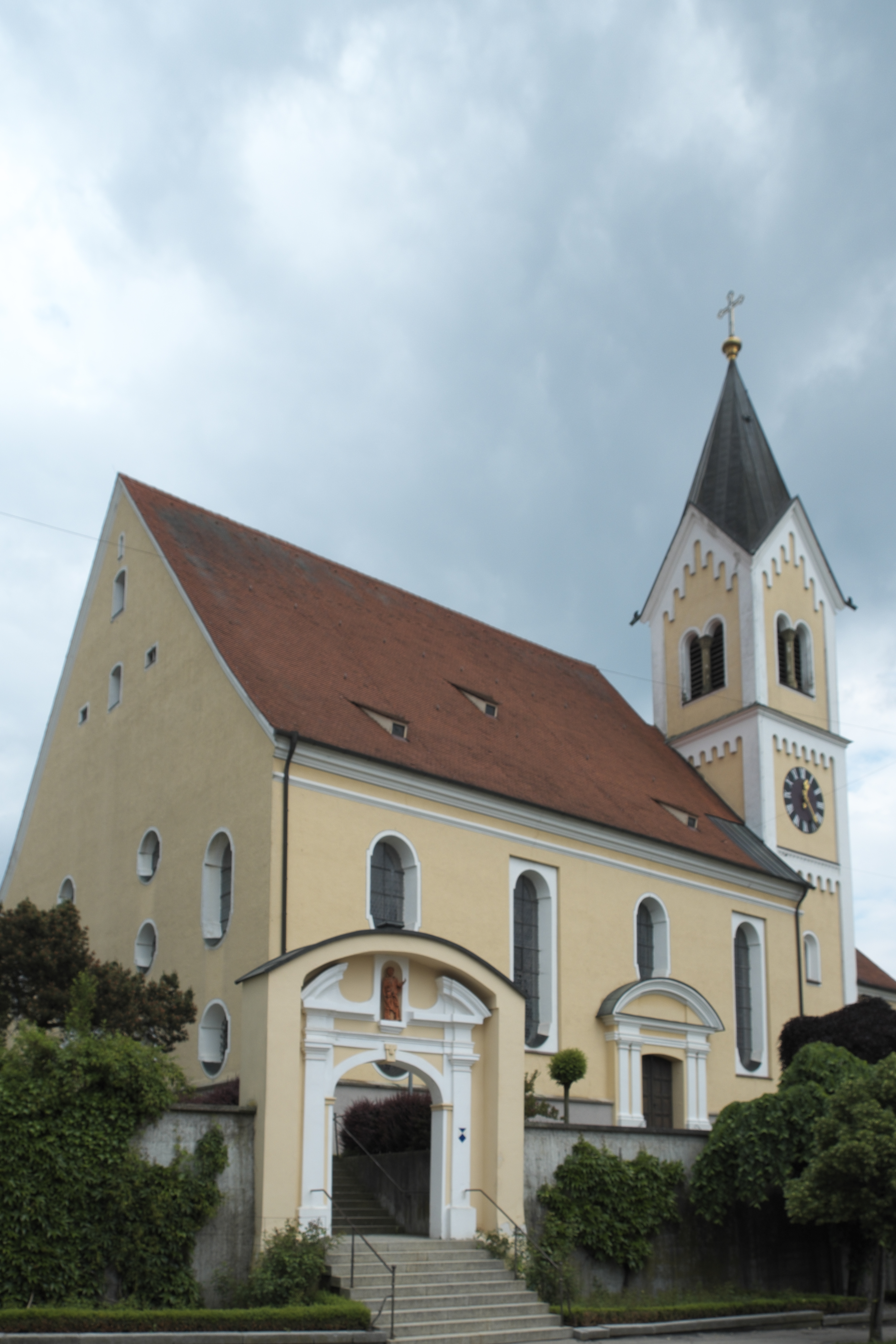
Pfarrkirche St. Peter und Paul in Ziemetshausen

St. Peter und Paul ist die römisch-katholische Pfarrkirche von Ziemetshausen im Landkreis Günzburg.

## Geschichte
Die Kirche wurde zwischen 1686 und 1694 vom Wessobrunner Barockbaumeister Johann Schmuzer errichtet. Chor und Empore entstanden in der Mitte des 18. Jahrhunderts. Der Turm erhielt seine heutige Form bei einer Erneuerung im Jahr 1847. Namhafte Handwerker und Künstler aus der Region Mittelschwaben waren bis in die heutige Zeit an der Ausgestaltung der Kirche beteiligt.

## Architektur
St. Peter und Paul in Ziemetshausen ist eine barocke Saalkirche mit eingezogenem, etwas niedrigerem Chor. Der Kirchturm stammt aus dem 19. Jahrhundert. Er wurde 1847 errichtet. Der rahmende Dekor in Form von Rundbogenfriesen ist neoromanisch, die Schallarkaden sind als Doppelarkade gestaltet. Der Turmhelm zeigt Pyramidenform. Das Portal mit Doppelpilastern und mächtigem Segmentbogen liegt an der Südwand. Der Grundriss zeigt eine quadratische Halle zu drei Schiffen und vier Jochen. Im Osten schließt sich der eingezogene, runde Chor an. Im Langhaus trennen Freipfeiler das Mittelschiff von den Seitenschiffen. An das nördliche Seitenschiff schließt sich eine Kapelle an. Die Freipfeiler sind allseitig mit Pilastern besetzt. Ihnen entsprechen an den Seitenschiffwänden identische Pilaster. Ohne eine zwischengeschaltete Gebälklage setzt das Gewölbe an. Bei diesem handelt es sich um eine gurtgegliederte Stichkappentonne. Die Fenster sind oben und unten gerundet, was charakteristisch für die Stilstufe um 1700 ist. Im Westen liegt die zweigeschossige, säulengestützte Empore: Die untere Emporenbrüstung ist gerade, die obere schwingt vor. Der Triumphbogen ist mit Fruchtgehängen verziert. Der Chor wird von einem Stichkappengewölbe gedeckt.

## Ausstattung

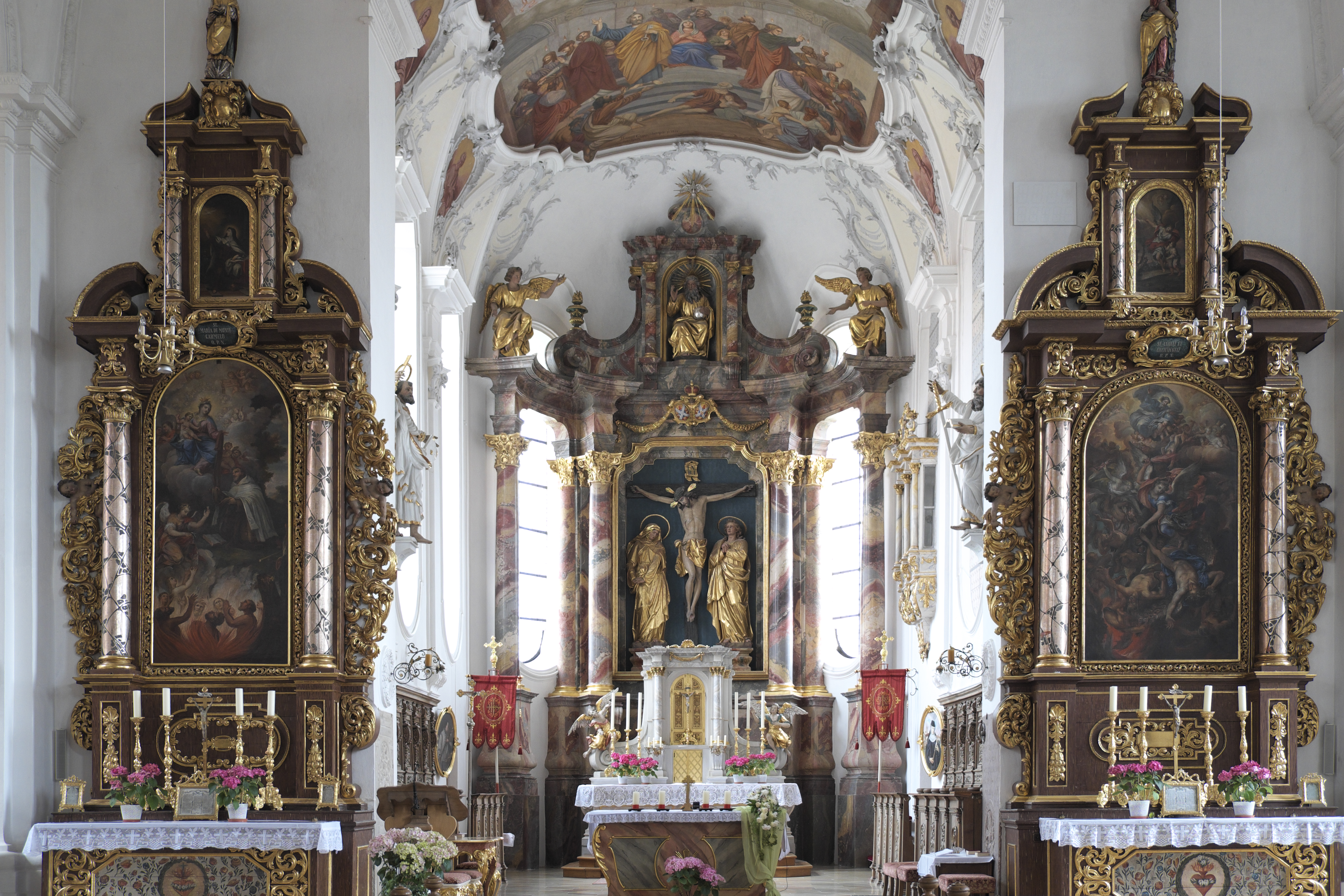
Interior

### Altäre
Die hoch- und spätbarocke Altarausstattung ist besonders beachtenswert. Der Hochaltar ist eine geschwungene Sechs-Säulen-Architektur, die die Chorfenster miteinbezieht. Sein Schöpfer war 1756 Tassilo Zöpf. Der Auszug stammt vom Vorgängeraltar von 1693. Im Zentrum des Altars befindet sich die vollplastische Darstellung der Kreuzigung Jesu mit dem Erlöser am Kreuz und Maria und Johannes (19. Jahrhundert). Über dem stark verkröpftem Gebälk ist im volutengerahmten Auszug Gottvater mit Segensgestus und Weltkugel zu sehen. Eine Taube mit Strahlenglorie bekrönt den Altar. Auf den Gebälkstücken der äußeren Säulen sitzen hinweisende Engel.
Die Seitenaltäre sind schlanke Säulenaltäre mit rahmenden Rankwerkschnitzereien, viertelkreisförmigen Giebelfragmenten und einem nochmals säulengerahmten Auszug mit Gemälde und geschweifter Giebelbekrönung. Links des Chorbogens erhebt sich der Marienaltar (1702), das Altargemälde schuf Johann Rieger. Sein Thema ist die Übergabe des Skapuliers an Simon Stock. Rechts der Josefsaltar, das Gemälde ist ebenfalls von Rieger. Es zeigt, wie Erzengel Michael die abtrünnigen Engel stürzt.
Ähnlich aufgebaut sind die 1712 bis 1714 entstandenen Altäre an den Ostwänden der Seitenschiffe. Beide Altäre haben Gemälde von Heinrich Mayer aus Augsburg, 1712. Im nördlichen Seitenschiff steht der Sebastiansaltar, das Altarblatt zeigt das Martyrium des hl. Sebastian. Im südlichen Seitenschiff der Johannesaltar. Das Altarblatt hat Salome mit dem Haupt des Johannes zum Thema.
Der Annenaltar in der Nordkapelle hat gewundene, korinthische Doppelsäulen. Geschaffen hat den Altar im Jahre 1697 der Landsberger Konrad Harscher, die Holzfiguren schuf Lorenz Luidl, ebenfalls aus Landsberg. Auf mächtigen Konsolen stehen Schnitzfiguren des Joachim und Joseph, in der Mitte ist die halbplastische Statue Annas mit der kleinen Maria zu sehen. Im Medaillon des Auszugs Gottvater, begleitet von stehenden Engeln.

### Fresken und sonstige Ausstattung
Die Langhausdecke trägt Gemälde von Franz Xaver Gaßner (1875). Das 1877 von Thomas und Ignaz Guggenberger gemalte Chorfresko zeigt in geschwungener Rahmung das Pfingstwunder und die Heilige Dreifaltigkeit: auf Wolkenbänken tronen Christus und Gottvater, darunter umfangen von einer Strahlenglorie die Taube des Heiligen Geistes. In den Stichkappen sind die vier Evangelisten dargestellt. An den Seitenschiffwänden stehen auf Konsolen in Weiß und Gold gehaltene Apostelstatuen mit ihren Attributen. Sie stammen aus den 1690er Jahren. Martin Beichel aus Türkheim schuf sie. Nur die jeweils westlichste Aposteligur stammt aus dem 18. Jahrhundert. In der östlichen Arkade des Südseitenschiffs steht Johannes der Täufer mit seinen Attributen, Kreuzfahne und Lamm. Der Stuck an der oberen Emporenbrüstung ist von Franz Xaver Feuchtmayer (1749/50). Das mittlere Fresko der unteren Emporenbrüstung zeigt die Taufe des Cornelius durch Petrus von Johann Weidner (ca. 1695). Ebenfalls aus den 1690er Jahren stammen die hölzernen Beichtstühle in den Seitenschiffen. Das Chorgestühl ist ein Werk des Ferdinand Zech aus Thannhausen (1688).

### Orgel
Die Orgel wurde 1904 von G. F. Steinmeyer & Co. erbaut. Sie besitzt 24 Register auf zwei Manualen und Pedal.